# Жан II де Грайи

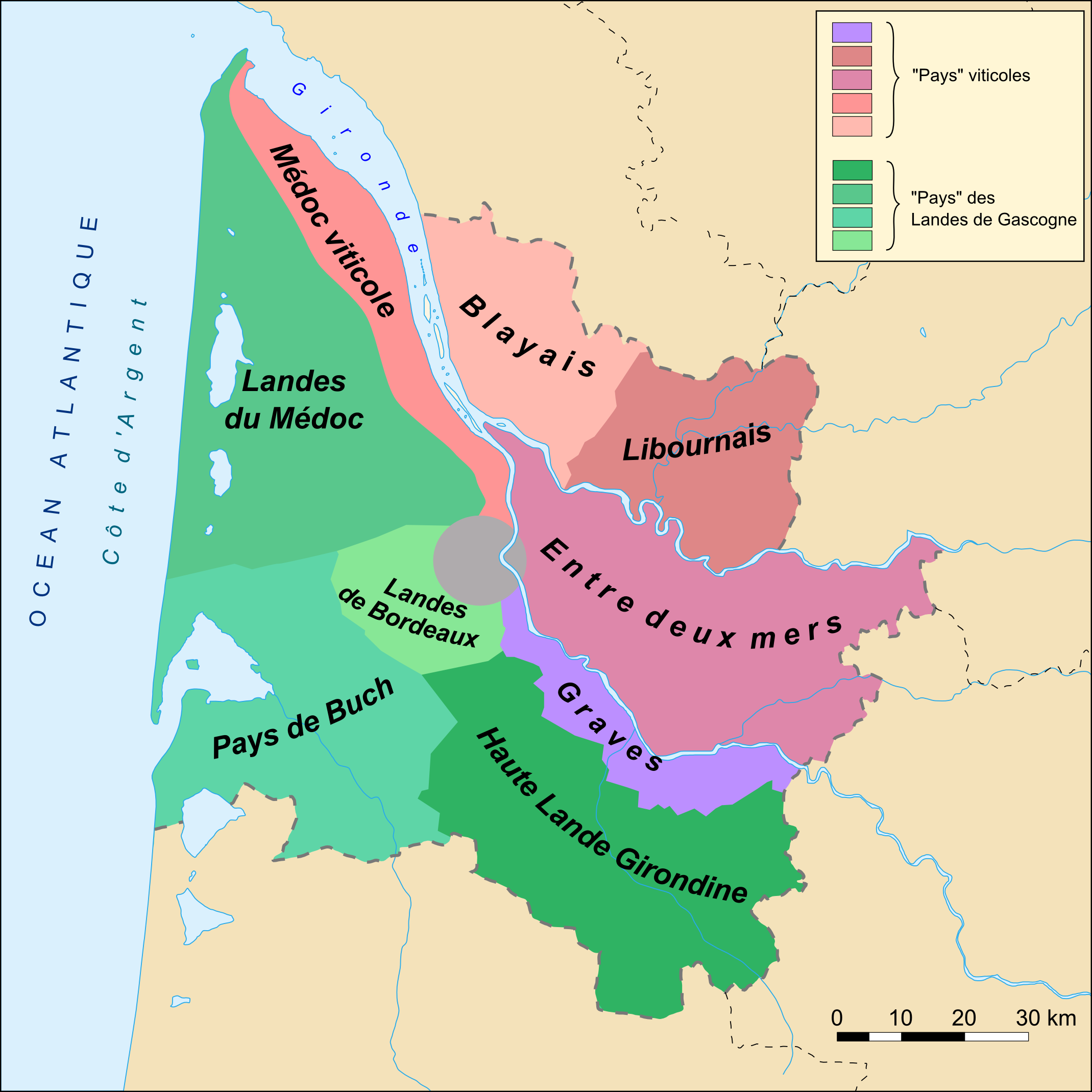
Бюш на карте Гаскони

Жан II де Грайли (фр. Jean II de Grailly; ок. 1310 — 1343) — капталь де Бюш с 1329 года (первый из рода де Грайи), виконт де Кастильон и де Бенож. По-гасконски его имя пишется Johan и произносится как Жуан.
Сын Пьера II де Грайи (ум. 1356), виконта де Кастильон, и его жены Ассалиды де Бордо (ум. 1328), капталессы де Бюш.
В 1328 году унаследовал владения матери (по её завещанию) — сеньорию Пюи-Полен и капталат Бюш.
Согласно документам, умер раньше отца, но упоминается с титулами виконта де Кастильон и де Бенож.

## Семья
Жена (свадьба 3 марта 1328) — Бланш де Фуа (ум. 1363/1364), дочь графа Гастона I де Фуа. Дети:
- Жан III де Грайи (ум. 1376), капталь де Бюш, коннетабль Аквитании, граф Бигорра.
- Гастон де Грайи (1330—1362), капталь де Бюш, виконт Беножа, сеньор Грайли, Фли, Пюи-Полена, Лангона, Кастельно. Умер во время эпидемии чумы. Бездетный.